# メイム (映画)
『メイム』（原題：Mame）は、1974年に公開されたアメリカ合衆国のミュージカル映画。パトリック・デニスの小説『メイム叔母さん』を基にした1966年初演の同名ミュージカルを映画化した作品。監督はジーン・サックス。ルシル・ボールが最後に出演した劇場映画である。

## キャスト
※括弧内は日本語吹替（TBS版・初回放送1981年）
- メイム叔母さん：ルシル・ボール（高橋和枝）
- ベラ・チャールズ：ビアトリス・アーサー
- ボーレガード・バーンサイド：ロバート・プレストン
- パトリック・デニス：ブルース・デイヴィソン
- アグネス・グーチ：ジェーン・コンネル（山本嘉子）
- サリー・ケイト：ジョイス・ヴァン・パタン
- バーンサイドの母：ルシール・ベンソン
- イトウ：ジョージ・チャン（青野武）
- バブコック氏：ジョン・マクギバー

## スタッフ
- 監督：ジーン・サックス
- 製作：ロバート・フライアー、ジェームズ・クレッソン
- 原作：パトリック・デニス
- 脚本：ポール・ジンデル
- 撮影：フィリップ・H・ラスロップ
- 衣装デザイン：セオドア・ヴァン・ランクル
- 振付：オンナ・ホワイト
- 音楽：ジェリー・ハーマン